# Capollet de l'Àguila
El Capollet de l'Àguila és una muntanya de 959 metres d'altura, al terme municipal de Banyeres de Mariola, a l'Alcoià. Forma part dels cims de la serra de Mariola, al sector del massís de Benifarraig.